# ويليام أوبراين (سياسي كندي)
ويليام أوبراين هو سياسي كندي، ولد في 25 يونيو 1782، وتوفي في 23 سبتمبر 1851. انتخب عضو مجلس نواب نوفا سكوتيا.